# Ekrem İmamoğlu
Ekrem İmamoğlu (Trebizonda, 4 de junho de 1970), é um empresário e político turco, filiado ao Partido Republicano do Povo, ou CHP, na sigla em turco. É o atual prefeito de Istambul, tendo assumido após a sua eleição em 2019. Ele vinha sendo comentado como um homem que poderia se tornar capaz de desafiar o presidente Recep Tayyip Erdoğan pela liderança da Turquia, em 2023.

## Vida
İmamoğlu nasceu em Akçaabat e mudou-se para Istambul em 1987. Ele obteve um diploma de bacharel em administração de empresas e um mestrado em gestão de recursos humanos pela Universidade de Istambul e depois trabalhou como desenvolvedor no negócio de construção e imobiliário de sua família. Em 2002, tornou-se membro do conselho do clube poliesportivo Trabzonspor. İmamoğlu ingressou no CHP em 2008 e atuou como presidente do capítulo local do partido em Beylikdüzü antes de ser eleito prefeito de Beylikdüzü em 2014. İmamoğlu foi nomeado pelo CHP para substituir Kadir Topbaş como prefeito de Istambul em 2017, mas o cargo foi para Mevlüt Uysal.
Em março de 2019, İmamoğlu foi eleito prefeito de Istambul em uma vitória contra o candidato governista apoiado pelo Partido AK, Binali Yıldırım: apesar do Partido AK anular e repetir com sucesso a eleição em junho İmamoğlu foi reeleito. Em seu primeiro mandato, İmamoğlu combateu a desnutrição infantil melhorando o acesso ao leite dos produtores de leite locais, forneceu bolsas de estudo para o ensino superior, reduziu as tarifas de transporte público e os custos de serviços públicos para certos residentes e supervisionou a resposta de Istambul à pandemia de COVID-19. As iniciativas ambientais de İmamoğlu incluíram o lançamento de um programa para limpar o Corno de Ouro e a substituição de faetons por veículos totalmente elétricos nas Ilhas dos Príncipes. Ele liderou a restauração do Terminal Rodoviário de Esenler e expandiu a rede de transporte público da cidade. İmamoğlu foi reeleito prefeito de Istambul para um segundo mandato em 2024 e é considerado o favorito para as eleições presidenciais de 2028.
Em dezembro de 2022, İmamoğlu foi condenado a 2 anos, 7 meses e 15 dias de prisão e proibido de participar da política após ser considerado culpado de insultar funcionários públicos. Sua sentença e proibição foram suspensas enquanto aguardava seu recurso. İmamoğlu foi nomeado companheiro de chapa de Kemal Kılıçdaroğlu em sua campanha malsucedida nas eleições presidenciais de 2023. Em março de 2025, İmamoğlu foi preso sob acusações de corrupção, com a Agência Estatal Anadolu alegando que İmamoğlu era suspeito de extorsão, lavagem de dinheiro, irregularidades em licitações e aquisições e de ajudar o Partido dos Trabalhadores do Curdistão (PKK). Isso encerrou seu atual cargo de prefeito de Istambul e levou a Universidade de Istambul a invalidar os diplomas de İmamoğlu, efetivamente desqualificando-o para concorrer à presidência. Sua prisão resultou em vários protestos em todo o país.

### Detenção
A 19 de Março de 2025, foi detido por suspeitas de corrupção e alegadas ligações ao terrorismo. Um dia antes destes acontecimentos, a Universidade de Istanbul invalidara o seu diploma, desqualificando-o de concorrer à próxima corrida presidencial, de acordo com a lei turca.